# Oreichthys cosuatis
Oreichthys cosuatis är en fiskart som först beskrevs av Hamilton 1822.  Oreichthys cosuatis ingår i släktet Oreichthys och familjen karpfiskar. IUCN kategoriserar arten globalt som livskraftig. Inga underarter finns listade i Catalogue of Life.